# Loving
Loving je americké historické drama z roku 2016. Režie a scénáře se ujal Jeff Nichols. Hlavní role hrají Joel Edgerton a Ruth Negga, kteří ztvárňují Richarda a Mildred Lovingovi, který zrušil platnost zákonů zakazujících rasově smíšená manželství. Snímek soutěžil o cenu Zlatá palma na Filmovém festivalu v Cannes. Do kin byl film uveden 4. listopadu 2016.

## Obsazení
| Joel Edgerton      | Richard Loving       |
| Ruth Negga         | Mildred Jeter Loving |
| Nick Kroll         | Bernie Cohen         |
| Michael Shannon    | Grey Villet          |
| Marton Csokas      | šerif Brooks         |
| Jon Bass           | Phil Hirschkop       |
| Bill Camp          | Frank Beazley        |
| David Jensen       | soudce Bazile        |
| Terri Abney        | Garnet Jeter         |
| Sharon Blackwood   | Lola Loving          |
| Christopher Mann   | Theoliver Jeter      |
| Winter-Lee Holland | Musiel Byrd-Jeter    |
| Alano Miller       | Raymond Green        |
| Michael Abbott Jr. | zástupce Cole        |

## Produkce
8. května 2015 Jeff Nichols oznámil, že bude režírovat a napíše scénář k filmu Loving. Producenti filmu jsou Nancy Buirski, Sarah Green, Colin Firth, Ged Doherty, Marc Turtletaub a Peter Saraf. Snímek byl inspirován Buirski dokumentem The Loving Story. Nichold se nechal slyšet, že právě díky The Loving Story chtěl vytvořit tento film. Natáčení bylo zahájeno 16. září 2015 v Richmondu ve Virginii.

## Vydání

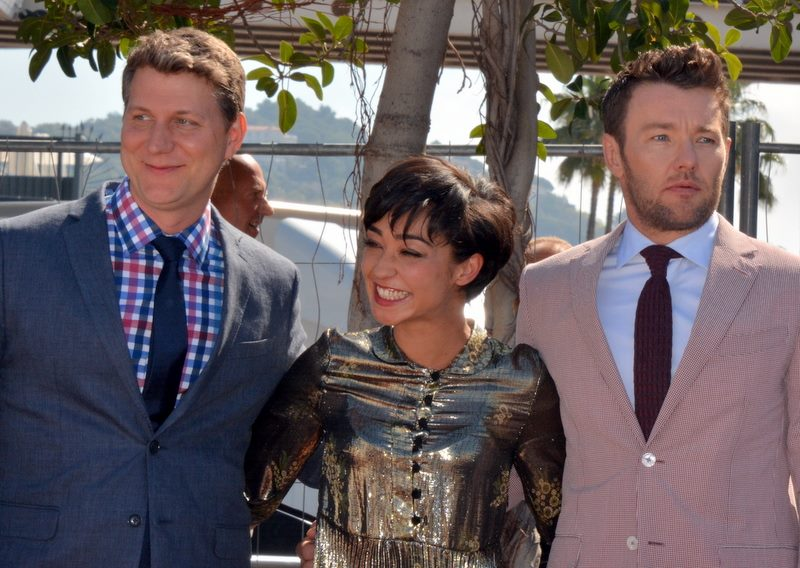
Režisér Jeff Nichols a Ruth Negga a Joel Edgerton na Filmovém festivalu v Cannes v roce 2016.

V únoru 2016 Focus Features získal práva na distribuci filmu. Světovou premiéru měl snímek na Filmovém festivalu v Cannes 16. května 2016. Soutěžil o cenu Zlatá palma. Ve Spojených státech měl premiéru 4. listopadu 2016. Ve Spojeném království bude mít premiéru 3. února 2017.

## Přijetí
Film získal pozitivní recenze od kritiků. Na recenzní stránce Rotten Tomatoes získal z 146 započtených recenzí 90 procent s průměrným ratingem 7,7 bodů z deseti. Na serveru Metacritic snímek získal z 44 recenzí 79 bodů ze sta. Na Česko-Slovenské filmové databázi snímek získal 62%.

## Ocenění
| Ocenění                                                 | Kategorie                                                           | Nominovaný                                                                          | Výsledek  |
| ------------------------------------------------------- | ------------------------------------------------------------------- | ----------------------------------------------------------------------------------- | --------- |
| AARP Annual Movies for Grownups Awards                  | Nejlepší film pro dospělé                                           | Loving                                                                              | vítězství |
| AARP Annual Movies for Grownups Awards                  | Nejlepší časová kapsule                                             | Loving                                                                              | nominace  |
| African-American Film Critics Association               | Nejlepších deset filmů                                              | Loving                                                                              | 7. místo  |
| African-American Film Critics Association               | Nejlepší herečka v hlavní roli                                      | Ruth Negga                                                                          | nominace  |
| Alliance of Women Film Journalists                      | Nejlepší herec v hlavní roli                                        | Joel Edgerton                                                                       | nominace  |
| Alliance of Women Film Journalists                      | Nejlepší herečka v hlavní roli                                      | Ruth Negga                                                                          | vítězství |
| Alliance of Women Film Journalists                      | Nejodvážnější výkon                                                 | Ruth Negga                                                                          | nominace  |
| Alliance of Women Film Journalists                      | Objev roku                                                          | Ruth Negga                                                                          | vítězství |
| Austin Film Critics Association                         | Nejlepší film z Austinu                                             | Loving                                                                              | nominace  |
| Austin Film Critics Association                         | Nejlepší herec v hlavní roli                                        | Joel Edgerton                                                                       | nominace  |
| Austin Film Critics Association                         | Nejlepší herečka v hlavní roli                                      | Ruth Negga                                                                          | nominace  |
| Australian Academy of Cinema and Television Arts Awards | Nejlepší herec v hlavní roli                                        | Joel Edgerton                                                                       | nominace  |
| Australian Academy of Cinema and Television Arts Awards | Nejlepší herečka v hlavní roli                                      | Ruth Negga                                                                          | nominace  |
| Black Reel Awards                                       | Nejlepší film                                                       | Loving                                                                              | nominace  |
| Black Reel Awards                                       | Nejlepší herečka v hlavní roli                                      | Ruth Negga                                                                          | vítězství |
| Boston Society of Film Critics                          | Nejlepší herec v hlavní roli                                        | Joel Edgerton                                                                       | 2. místo  |
| Casting Society of America Awards                       | Nejlepší casting - nezávislý dramatický film                        | Francine Maisler, Erica Arvold, Anne N. Chapman a Michelle Kelly                    | nominace  |
| Critics' Choice Movie Awards                            | Nejlepší film                                                       | Loving                                                                              | nominace  |
| Critics' Choice Movie Awards                            | Nejlepší herec v hlavní roli                                        | Joel Edgerton                                                                       | nominace  |
| Critics' Choice Movie Awards                            | Nejlepší herečka v hlavní roli                                      | Ruth Negga                                                                          | nominace  |
| Critics' Choice Movie Awards                            | Nejlepší původní scénář                                             | Jeff Nichols                                                                        | nominace  |
| Dallas–Fort Worth Film Critics Association              | Nejlepší film                                                       | Loving                                                                              | 7. místo  |
| Dallas–Fort Worth Film Critics Association              | Nejlepší herec v hlavní roli                                        | Joel Edgerton                                                                       | 3. místo  |
| Dallas–Fort Worth Film Critics Association              | Nejlepší herečka v hlavní roli                                      | Ruth Negga                                                                          | 3. místo  |
| Denver Film Critics Society                             | Nejlepší herečka v hlavní roli                                      | Ruth Negga                                                                          | nominace  |
| Detroit Film Critics Society                            | Nejlepší herec v hlavní roli                                        | Joel Edgerton                                                                       | nominace  |
| Detroit Film Critics Society                            | Nejlepší herečka v hlavní roli                                      | Ruth Negga                                                                          | nominace  |
| Florida Film Critics Circle Awards                      | Nejlepší herec v hlavní roli                                        | Joel Edgerton                                                                       | 2. místo  |
| Florida Film Critics Circle Awards                      | Nejlepší herečka v hlavní roli                                      | Ruth Negga                                                                          | nominace  |
| Filmová cena Britské akademie                           | Stoupající hvězda                                                   | Ruth Negga                                                                          | nominace  |
| Filmový festival v Cannes                               | Zlatá palma                                                         | Jeff Nichols                                                                        | nominace  |
| Filmový festival Heartland                              | Opravdu dojemný film                                                | Jeff Nichols                                                                        | vítězství |
| Gotham Awards                                           | Nejlepší herec v hlavní roli                                        | Joel Edgerton                                                                       | nominace  |
| Gotham Awards                                           | Nejlepší herečka v hlavní roli                                      | Ruth Negga                                                                          | nominace  |
| Chicago Film Critics Association                        | Nejlepší herec v hlavní roli                                        | Joel Edgerton                                                                       | nominace  |
| Independent Spirit Awards                               | Nejlepší režisér                                                    | Jeff Nichols                                                                        | nominace  |
| Independent Spirit Awards                               | Nejlepší herečka v hlavní roli                                      | Ruth Negga                                                                          | nominace  |
| Indiewire Critics Poll                                  | Nejlepší film                                                       | Loving                                                                              | 28. místo |
| Indiewire Critics Poll                                  | Nejlepší režisér                                                    | Jeff Nichols (remíza s Tomem Fordem)                                                | 20. místo |
| Indiewire Critics Poll                                  | Nejlepší scénář                                                     | Jeff Nichols (remíza s Tomem Fordem)                                                | 29. místo |
| Indiewire Critics Poll                                  | Nejlepší herec v hlavní roli                                        | Joel Edgerton                                                                       | 6. místo  |
| Indiewire Critics Poll                                  | Nejlepší herečka v hlavní roli                                      | Ruth Negga                                                                          | 8. místo  |
| London Film Critics Circle Awards                       | Nejlepší herečka v hlavní roli (britská/irská)                      | Ruth Negga                                                                          | nominace  |
| Make-Up Artists and Hair Stylists Guild                 | Nejlepší masky – historický film                                    | Julia Lallas, Katie Middleton                                                       | nominace  |
| Make-Up Artists and Hair Stylists Guild                 | Nejlepší účes – historický film                                     | Kenneth Walker, Elizabeth Paschall                                                  | nominace  |
| Mezinárodní filmový festival v Hamptons                 | Ocenění Victora Rabinowitze a Joanne Grant za sociální spravedlnost | Jeff Nichols                                                                        | vítězství |
| Mill Valley Film Festival                               | Kina v USA: Nejoblíbenější film u diváků                            | Jeff Nichols                                                                        | 2. místo  |
| MTV Movie & TV Awards                                   | Nejlepší boj proti systému                                          | Loving                                                                              | nominace  |
| NAACP Image Awards                                      | Nejlepší film                                                       | Loving                                                                              | nominace  |
| NAACP Image Awards                                      | Nejlepší nezávislé drama                                            | Loving                                                                              | nominace  |
| NAACP Image Awards                                      | Nejlepší filmový scénář                                             | Jeff Nichols                                                                        | nominace  |
| NAACP Image Awards                                      | Nejlepší herečka v hlavní roli (film)                               | Ruth Negga                                                                          | nominace  |
| NAACP Image Awards                                      | Nejlepší herec ve vedlejší roli (film)                              | Alano Miller                                                                        | nominace  |
| New York Film Critics Online                            | Objev roku                                                          | Ruth Negga                                                                          | vítězství |
| New York Film Critics Online                            | Nejlepších dvanáct filmů                                            | Loving                                                                              | vítězství |
| Online Film Critics Society                             | Nejlepší herečka v hlavní roli                                      | Ruth Negga                                                                          | nominace  |
| Mezinárodní filmový festival v Palm Springs             | Cena stoupající hvězdy                                              | Ruth Negga                                                                          | vítězství |
| Mezinárodní filmový festival v Santa Barbaře            | Virtuosos Award                                                     | Ruth Negga                                                                          | vítězství |
| Producers Guild of America Awards                       | Ocenění Stanleyho Kramera                                           | Ged Doherty, Colin Firth, Sarah Green, Nancy Buirski, Marc Turtletaub a Peter Saraf | vítězství |
| San Diego Film Critics Society                          | Nejlepší herec v hlavní roli                                        | Joel Edgerton                                                                       | nominace  |
| San Diego Film Critics Society                          | Nejlepší herečka v hlavní roli                                      | Ruth Negga                                                                          | nominace  |
| San Diego Film Critics Society                          | Tělo práce                                                          | Michael Shannon                                                                     | vítězství |
| San Francisco Film Critics Circle                       | Nejlepší režisér                                                    | Jeff Nichols                                                                        | nominace  |
| San Francisco Film Critics Circle                       | Nejlepší herec v hlavní roli                                        | Joel Edgerton                                                                       | nominace  |
| San Francisco Film Critics Circle                       | Nejlepší herečka v hlavní roli                                      | Ruth Negga                                                                          | nominace  |
| Satellite Awards                                        | Nejlepší film                                                       | Loving                                                                              | nominace  |
| Satellite Awards                                        | Nejlepší herec v hlavní roli                                        | Joel Edgerton                                                                       | nominace  |
| Satellite Awards                                        | Nejlepší herečka                                                    | Ruth Negga (remíza s herečkou Isabelle Huppert)                                     | vítězství |
| St. Louis Gateway Film Critics Association              | Nejlepší původní scénář                                             | Jeff Nichols                                                                        | nominace  |
| St. Louis Gateway Film Critics Association              | Nejlepší herec v hlavní roli                                        | Joel Edgerton                                                                       | nominace  |
| St. Louis Gateway Film Critics Association              | Nejlepší herečka v hlavní roli                                      | Ruth Negga                                                                          | nominace  |
| Texas Film Hall of Fame                                 | Síň slávy                                                           | Jeff Nichols                                                                        | vítězství |
| Village Voice Film Poll                                 | Nejlepší film                                                       | Loving                                                                              | 31. místo |
| Village Voice Film Poll                                 | Nejlepší režie                                                      | Jeff Nichols                                                                        | 16. místo |
| Village Voice Film Poll                                 | Nejlepší herec v hlavní roli                                        | Joel Edgerton                                                                       | 6. místo  |
| Village Voice Film Poll                                 | Nejlepší herečka v hlavní roli                                      | Ruth Negga                                                                          | 6. místo  |
| Village Voice Film Poll                                 | Nejlepší herec ve vedlejší roli                                     | Michael Shannon                                                                     | 3. místo  |
| Washington D.C. Area Film Critics Association           | Nejlepší herec v hlavní roli                                        | Joel Edgerton                                                                       | nominace  |
| Washington D.C. Area Film Critics Association           | Nejlepší herečka v hlavní roli                                      | Ruth Negga                                                                          | nominace  |
| Washington D.C. Area Film Critics Association           | Nejlepší zobrazení Washingtonu D.C.                                 | Loving                                                                              | nominace  |
| Women Film Critics Circle                               | Nejlepší herečka v hlavní roli                                      | Ruth Negga                                                                          | nominace  |
| Women Film Critics Circle                               | Nejlepší herec v hlavní roli                                        | Joel Edgerton                                                                       | nominace  |
| Women Film Critics Circle                               | Nejlepší zobrazení muže ve filmu                                    | Loving                                                                              | vítězství |
| Women Film Critics Circle                               | Ocenění Josephine Baker                                             | Loving                                                                              | nominace  |
| Women Film Critics Circle                               | Ocenění Karen Morley                                                | Loving                                                                              | nominace  |
| Women Film Critics Circle                               | Nejlepší filmový pár                                                | Loving                                                                              | vítězství |
| Women Film Critics Circle                               | Nejlepší zobrazení rovnosti pohlaví                                 | Loving                                                                              | vítězství |
| Writers Guild of America Awards                         | Nejlepší původní scénář                                             | Jeff Nichols                                                                        | nominace  |
| Zlatý glóbus                                            | Nejlepší herečka v hlavní roli – drama                              | Ruth Negga                                                                          | nominace  |
| Zlatý glóbus                                            | Nejlepší herec v hlavní roli – drama                                | Joel Edgerton                                                                       | nominace  |